# Hans Franke (Komponist)
Hans Franke (* 17. September 1882 in Volkmarsdorf bei Leipzig; † 22. Mai 1971 in Darmstadt) war ein deutscher Komponist und Dirigent.
Franke wuchs als Sohn eines Maschinenmeisters in einer musikalischen Familie in Altenburg auf. Dort sang er früh im Kirchenchor und erhielt Violinunterricht. An der Kgl. Musikschule in Borna setzte er seine musikalische Ausbildung fort. In Leipzig studierte er bei Hans Sitt Violine und Instrumentation, Dirigieren bei Arthur Nikisch sowie Klavier und Komposition bei Carl Reinecke. Später wechselte er nach Dresden und studierte dort bei Felix Draeseke und Heinrich Schulz-Beuthen. Durch die Ausbildung bei diesen Lehrern deckte er das gesamte Spektrum der Musik des 19. Jahrhunderts ab, dem er zeitlebens verbunden blieb. Neuere musikalische Strömungen nahm er nicht auf. Später wurde er Konzert- und Theaterkapellmeister in Augsburg, Gera, Kattowitz, Dessau, Konstanz, Danzig und Dresden. Er war auch Orchesterleiter im Zirkus Sarrasani und gründete Mitte der 1920er Jahre ein Filmorchester, das bis Mitte der 1930er Jahre bestand. Seine Kompositionen voll einfacher Harmonien fanden auch in der Zeit des Dritten Reiches Anklang, so dass er diese Zeit nahezu unangefochten überstand. Viele seiner Werke wurden in Teplitz-Schönau in Böhmen uraufgeführt. Ab 1946 wirkte Franke in Bensheim in Hessen, danach lebte er ab 1950 in Darmstadt, wo er auch starb.
Der Nachlass von Hans Franke umfasst Dokumente zu 87 seiner Werke. Die Sammlung befand sich mehrere Jahre lang in der Bibliothek der Hochschule für Musik und Darstellende Kunst in Frankfurt am Main, ging dann in den Besitz der Hans-Franke-Stiftung (Schweinfurt) über und befindet sich seit August 2010 im Deutschen Komponistenarchiv im Europäischen Zentrum der Künste in Dresden-Hellerau. Die im Nachlass überlieferten Kompositionen tragen Opus-Zahlen, deren Zählung von op. 49 bis op. 869 reicht. Die erheblichen Lücken in der Zählung sind sowohl durch Kriegsverluste bei den Luftangriffen auf Dresden als auch durch spätere Umnummerierungen früherer Werke entstanden. Ein 1996 erstelltes Werkverzeichnis umfasst u. a. Notenincipits, Entstehungs- und Aufführungsdaten der erhaltenen Werke.
Die Klaviertrios Nr. 4 und 5 sowie das Klavierquintett Nr. 3 sind auf einer CD der Fa. Signum erschienen. Das Klavierkonzert sowie die 6. Symphonie erschienen auf einer Amphion-CD. Die Noten der Werke von Hans Franke erscheinen beim Musikverlag Vogt&Fritz, Schweinfurt/Karlsruhe.

## Werke
Frankes Werkverzeichnis umfasst 87 opera, darunter
- 6 Sinfonien
- 8 Messen
- 6 Konzertouvertüren
- 1 Klavierkonzert
- 1 Orgelkonzert
- 6 Orchestersuiten
- Kammermusik
  - Klaviertrio Nr. 4 d-Moll op. 793 (1942)
  - Klaviertrio Nr. 5 D-Dur  op. 801 (1947)
  - Streichquartett Nr. 4 e-Moll op. 780
  - Klavierquintett Nr. 3 fis-Moll op. 795 (1942), im Luftschutzkeller geschrieben
- Filmmusik
- Zirkusmusik
- Chorwerke
- Märsche
- 2 Bühnenwerke (Mazeppa, Leinen los)